# Nicolae Timofti
Nicolae Timofti (Ciutulești, 22 december 1948) is een Moldavische politicus en jurist die president van Moldavië was van 16 maart 2012 tot 23 december 2016. De voormalige opperrechter werd door het parlement gekozen tot president op 16 maart 2012.
Timofti is getrouwd met de advocaat Margareta Timofti en ze hebben drie zonen.